# 44e méridien est
En géographie, le 44e méridien est est le méridien joignant les points de la surface de la Terre dont la longitude est égale à 44° est.

## Géographie

### Dimensions
Comme tous les autres méridiens, la longueur du 44e méridien correspond à une demi-circonférence terrestre, soit 20 003,932 km. Au niveau de l'équateur, il est distant du méridien de Greenwich de 4 898 km,.
Avec le 136e méridien ouest, il forme un grand cercle passant par les pôles géographiques terrestres.

### Régions traversées
En commençant par le pôle Nord et descendant vers le sud au pôle Sud, Le 44e méridien est passe par:
| Coordonnées          | Pays, territoire ou mer             | Notes |
| -------------------- | ----------------------------------- | --- |
| 90° 00′ N, 44° 00′ E | Océan Arctique                      | |
| 80° 34′ N, 44° 00′ E | Mer de Barents                      | |
| 68° 33′ N, 44° 00′ E | Russie                              | Péninsule de Kanine |
| 68° 23′ N, 44° 00′ E | Mer Blanche                         | |
| 67° 34′ N, 44° 00′ E | Russie                              | Péninsule de Kanine |
| 67° 10′ N, 44° 00′ E | Mer Blanche                         | Baie de Mezen |
| 66° 05′ N, 44° 00′ E | Russie                              | Passe par Nijni Novgorod |
| 42° 35′ N, 44° 00′ E | Ossétie du Sud-Alanie ou la Géorgie | L'Ossétie du Sud-Alanie est un pays partiellement reconnu. La plupart des pays la considère comme une partie de la Géorgie. |
| 42° 11′ N, 44° 00′ E | Géorgie                             | |
| 41° 10′ N, 44° 00′ E | Arménie                             | |
| 40° 01′ N, 44° 00′ E | Turquie                             | |
| 37° 18′ N, 44° 00′ E | Irak                                | Passe juste à l'ouest de Erbil                                                                                              |
| 29° 44′ N, 44° 00′ E | Arabie saoudite                     | |
| 17° 22′ N, 44° 00′ E | Yémen                               | |
| 12° 36′ N, 44° 00′ E | Océan Indien                        | Golfe d'Aden |
| 10° 39′ N, 44° 00′ E | Somalie                             | Somaliland - passe juste à l'ouest de Hargeisa                                                                              |
| 9° 00′ N, 44° 00′ E  | Éthiopie                            | |
| 4° 57′ N, 44° 00′ E  | Somalie                             | |
| 1° 05′ N, 44° 00′ E  | Océan Indien                        | Passe entre les îles de Mohéli et Anjouan, Comores                                                                          |
| 17° 21′ S, 44° 00′ E | Madagascar                          | |
| 17° 44′ S, 44° 00′ E | Océan Indien                        | |
| 20° 45′ S, 44° 00′ E | Madagascar                          | |
| 24° 51′ S, 44° 00′ E | Océan Indien                        | |
| 60° 00′ S, 44° 00′ E | Océan Austral                       | |
| 68° 02′ S, 44° 00′ E | Antarctique                         | Terre de la Reine-Maud, revendiquée par la Norvège                                                                          |